# Cándida Arias
Cándida Estefany Arias Pérez est une joueuse de volley-ball dominicaine née le 11 mars 1992 à Yaguate (San Cristóbal). Elle mesure 1,94 m et joue au poste de centrale. Elle totalise 109 sélections en équipe de République dominicaine.

## Carrière
Elle débute avec son équipe nationale senior en juin 2009, pour les Qualifications du championnat du monde féminin de volley-ball 2010, se déroulant à Santiago de los Caballeros, en République dominicaine. 
Avec son équipe, en 2009, elle remporte la 11e place au Championnat du monde de volley-ball féminin des jeunes, qui s'est tenu à Nakhon Ratchasima, en Thaïlande. 
Arias a joué à Chiapas, au Mexique, et remporte avec son équipe, la médaille d'or de la Final Four Cup 2010. 
En juin 2011, Arias a joué lors de la Coupe panaméricaine U-20, qui s'est tenue au Pérou. Arias y remporte avec son équipe la médaille d'argent.

## Clubs
| Club                 | De        | À         |
| -------------------- | --------- | --------- |
| San Cristóbal        | 2007-2007 | 2007-2007 |
| Santo Domingo        | 2008-2008 | 2008-2008 |
| San Cristóbal        | 2008-2008 | 2008-2008 |
| Madre Vieja          | 2009-2009 | 2009-2009 |
| Mirador              | 2010-2011 | 2010-2011 |
| San Martín de Porres | 2012-2012 | 2012-2012 |
| Primorotchka         | 2013-2014 | …         |

## Palmarès

### Équipe nationale
- Coupe panaméricaine
  - Vainqueur : 2010, 2014[5].
  - Finaliste : 2013.
- Championnat d'Amérique du Nord
  - Vainqueur : 2009.
  - Finaliste: 2013.

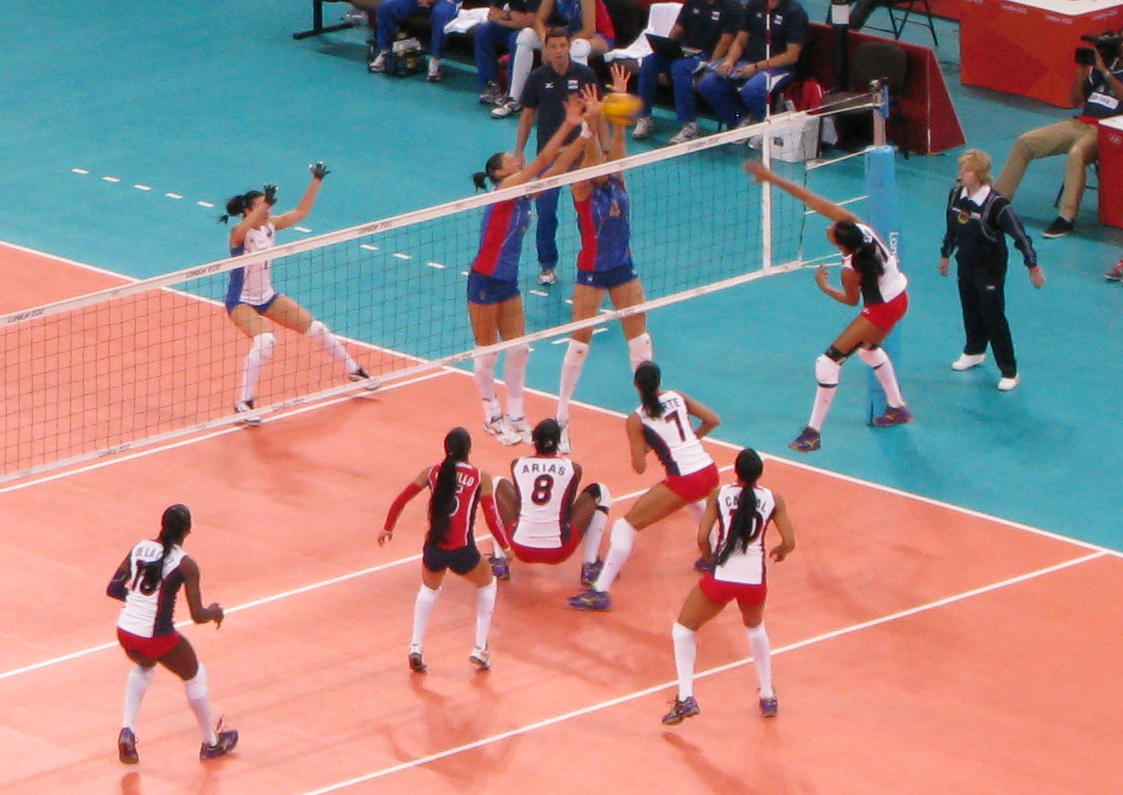
Cándida Arias (n°8) au centre lors d'un match Russie-République dominicaine aux Jeux olympiques d'été de 2012.

- Jeux d'Amérique centrale et des Caraïbes
  - Vainqueur : 2014.
- Championnat du monde des moins de 20 ans
  - Finaliste : 2009.
- Coupe panaméricaine des moins de 23 ans
  - Vainqueur : 2012.
- Championnat du monde des moins de 23 ans
  - Finaliste : 2013.

### Distinctions individuelles
- Coupe panaméricaine de volley-ball féminin des moins de 23 ans 2012: Meilleure contreuse.
- Championnat d'Amérique du Nord de volley-ball féminin 2013: Meilleures centrales.
- Coupe panaméricaine de volley-ball féminin 2014: Meilleures centrales[5].